# Begonia sect. Lepsia
Begonia secc. Lepsia es una sección del género Begonia, perteneciente a la familia de las begoniáceas, a la cual pertenecen las siguientes especies:

## Especies
| - Begonia confinis - Begonia foliosa - Begonia fuchsioides - Begonia praerupta |